# Franco Ferrari (giornalista)
Franco Ferrari (Sondrio, 1929 – Roma, 12 aprile 2000) è stato un giornalista, scrittore e pittore italiano.

## Biografia
Si trasferisce a Roma per ragioni di lavoro e comincia poi a girare il mondo per seguire la sua professione.
Ha seguito da vicino quasi tutte le guerre dell'ultimo trentennio del XX secolo: dall'Indocina al Medio Oriente, dal Ciad all'Afghanistan, dal Bangladesh alla Somalia, dalla Guerra del Golfo alla Croazia.
Tra i riconoscimenti ottenuti per la sua attività di giornalista: 1984 Milano, Premio Max David per l'inviato speciale; 1991 Milano, Premio giornalistico Europa; 1992 Napoli, Premio Vita d'Artista. Ha pubblicato opere di narrativa, saggistica e poesia. Al mestiere di giornalista e scrittore affianca quello di pittore, con mostre personali a Roma, Milano, Bologna, Londra, Washington, Tokyo.
Nel 1993 si trasferisce a Magliano Sabina (Rieti), dove apre uno studio di pittura. Ed è Magliano che passa gli ultimi anni della sua vita.
Muore a Roma il 12 aprile 2000, durante la registrazione di una trasmissione televisiva riguardante la guerra civile in Cambogia.
Nel 2007, il Comune di Magliano Sabina ha deciso di dedicare alla memoria di Franco Ferrari un concorso di reportage video.